# Perkins-Gletscher
Der Perkins-Gletscher ist ein breiter Gletscher mit geringem Gefälle an der Ruppert-Küste des westantarktischen Marie-Byrd-Lands. Von den McDonald Heights fließt er in westlicher Richtung und mündet 13 km südsüdöstlich des Kap Burks  in die Hull Bay.
Das Advisory Committee on Antarctic Names benannte ihn 1974 nach dem Earle Bryant Perkins (1901–1986), Biologe bei der zweiten Antarktisexpedition (1933–1935) des US-amerikanischen Polarforschers Richard Evelyn Byrd.